# Cymothoe siegfriedi
Cymothoe siegfriedi är en fjärilsart som beskrevs av Felix Bryk 1915. Cymothoe siegfriedi ingår i släktet Cymothoe och familjen praktfjärilar. Inga underarter finns listade i Catalogue of Life.